# 山中幸正
山中 幸正（やまなか ゆきまさ、? - 寛政10年（1798年）3月27日）は、日本の江戸時代の旗本。墓所・法号は不明である。

## 生涯
「寛政重修諸家譜」によれば、宝暦10年5月15日に御先手与力に召し抱えられた後、支配勘定から天明元年閏5月14日に代官となった。山中元貞の勧めもあり寛政6年（1794年）12月4日に鴻池村山中総本家の家督を継いだ山中元興を養子にしたが、4年後の寛政10年3月27日に64歳で没した。